# Parmezaanse kip

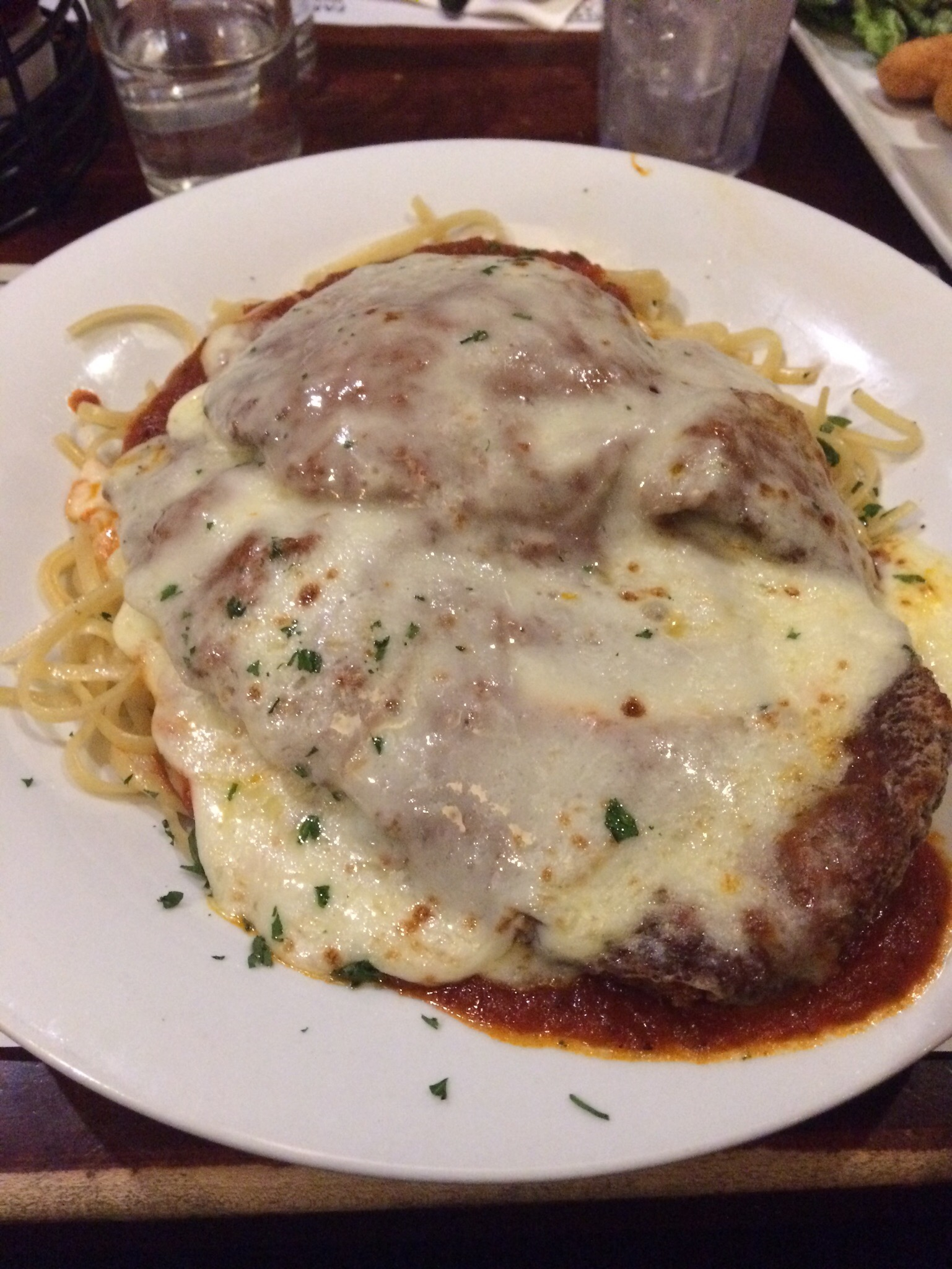
Parmezaanse kip geserveerd in een Amerikaans restaurant

Parmezaanse kip, ook wel Kip Parmezaan genoemd, is een gerecht dat is samengesteld uit gepaneerde kipfilet bedekt met tomatensaus en mozzarella, Parmezaanse kaas of provolone. Ham of bacon worden soms toegevoegd.
Het gerecht ontstond in het begin van de twintigste eeuw tijdens de immigratiegolf van Italianen naar de Verenigde Staten. Men vermoedt dat het gerecht is gebaseerd op een variatie op het Italiaanse gerecht Parmigiana dat bestaat uit gebakken aubergineplakken met tomatensaus, gecombineerd met een gepaneerde kalfskotelet. In plaats van de kotelet wordt kipfilet gebruikt.